# Westergate

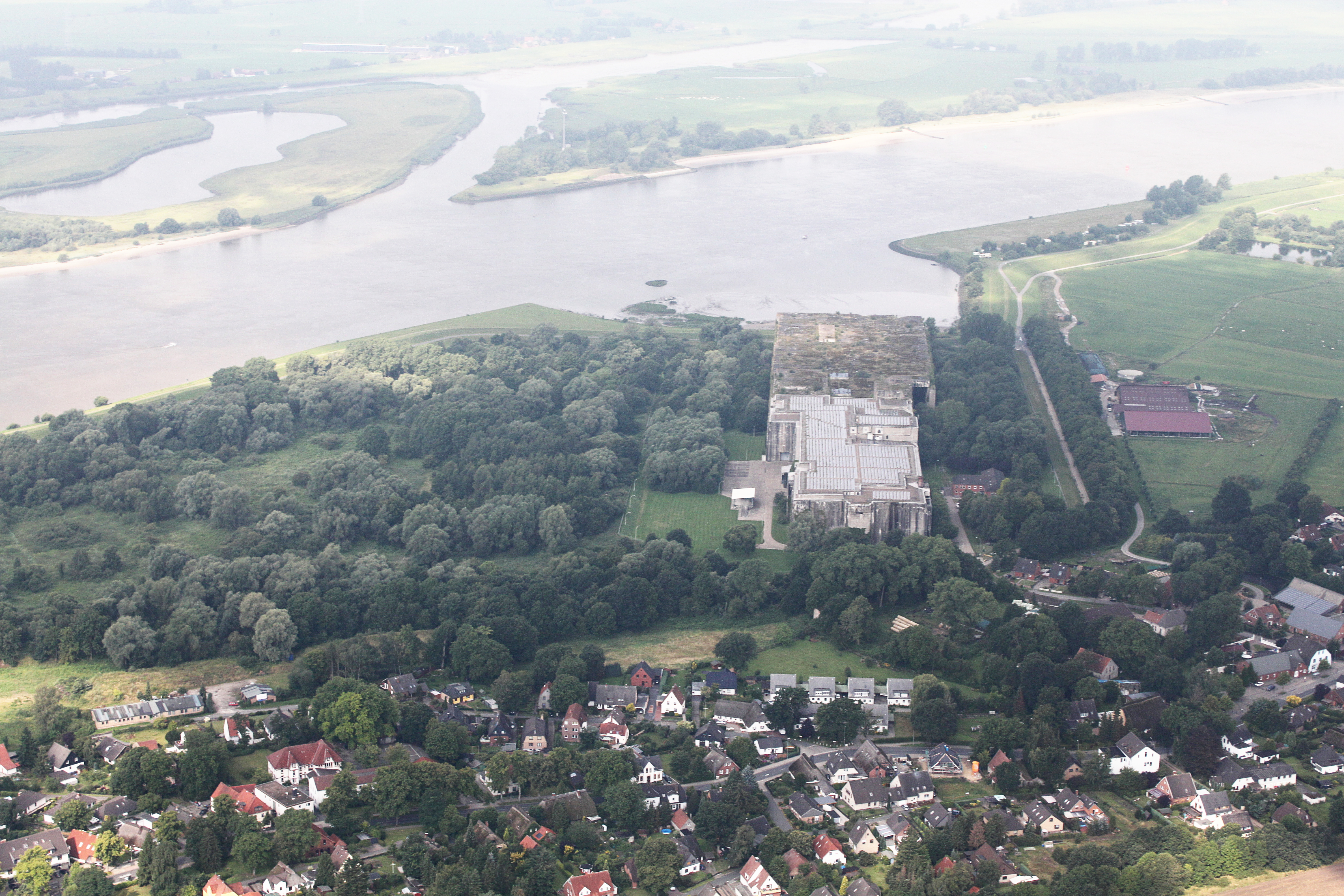
Blick über den U-Boot-Bunker Valentin und die Weser auf den Verbindungsarm Rekumer Loch, dahinter parallel zur Weser die Westergate

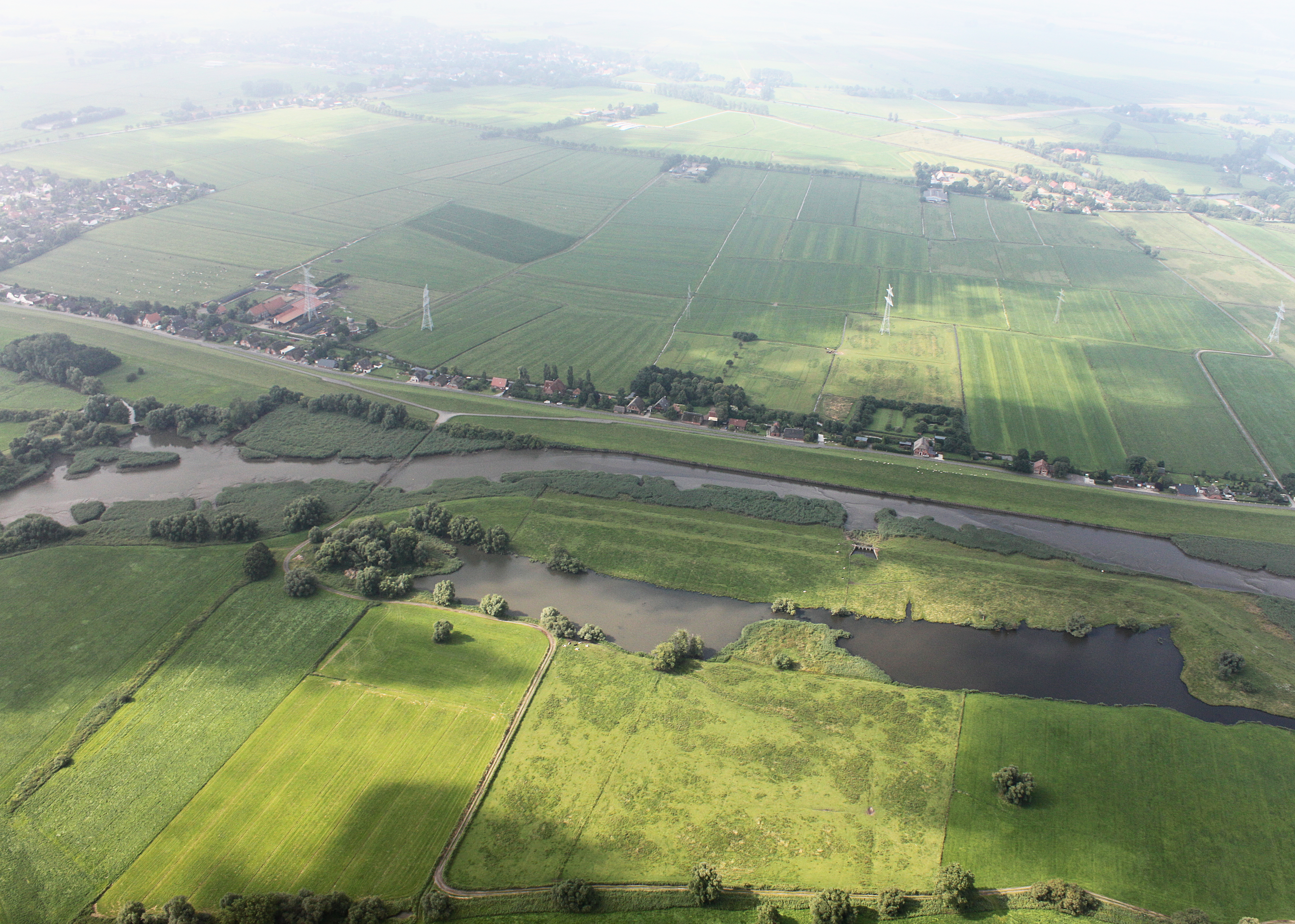
Weserdeicher Sände, Westergate und der Stedinger Weserdeich

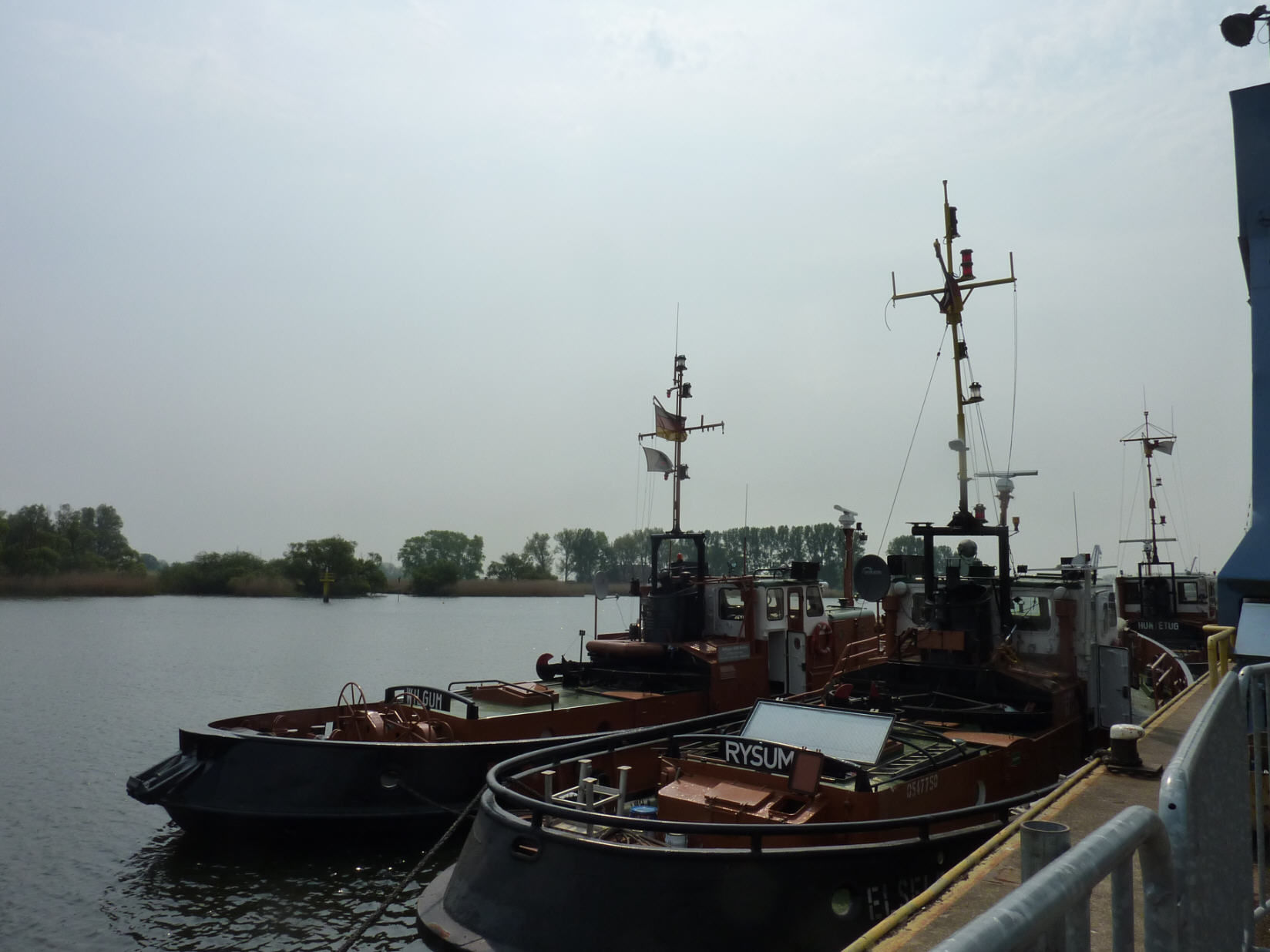
Blick vom Elsflether Hafen über die untere Hunte, ehemals untere Westergate zur Insel Elsflether Sand

Die Westergate ist ein nur noch sechs bis sieben Kilometer langer linker Nebenarm der Unterweser an der Grenze zwischen Stedingen und Stadland bzw. gegenüber von Rekum, dem nordwestlichsten Ortsteil der Stadt Bremen. Durch die Umgestaltung der Huntemündung im Zusammenhang mit dem Bau des Huntesperrwerks 1976–1979 wurde die Bedeutung der Westergate im Flusssystem stark vermindert.

## Vor dem Huntesperrwerk
Bis 1976 erstreckte sich die Westergate vom Woltjenloch unterhalb der Juliusplate (vor der Anlage eines Straßendamms zur Farger Fähre sogar von noch weiter flussaufwärts) bis zur Nordspitze des Elsflether Sandes. Durch Verbindungsarme wie das erwähnte Woltjenloch und das Rekumer Loch bekam er Zufluss aus dem Hauptstrom der Weser. Von Westen mündete die Hunte oberhalb von Elsfleth in die Westergate. Elsfleth mit seinen Hafenanlagen lag an diesem Weserarm.

## Seit 1979
Für den Bau des Huntesperrwerks  wurde der Stedinger Weserdeich auf den Elsflether Sand verlängert und dadurch die Westergate zwischen Rekumer Loch und Hunte unterbrochen. Seither bildet der südliche Teil der Westergate zusammen mit Woltjenloch und Rekumer Loch eine Bucht, deren Fläche freilich großenteils von der Insel Weserdeicher Sände gefüllt wird. Westlich der Unterbrechung gibt es von der Westergate nur noch einen Stummel von 500 Metern bis zur Vereinigungsstelle mit der Hunte.
Der ehemalige untere Abschnitt der Westergate ist jetzt sowohl hydrologisch als auch namentlich zum unteren Abschnitt des um acht Kilometern verlängerten Huntelaufs geworden.

## Belege
1. ↑  (53° 12′ 9″ N, 8° 29′ 49″ O, Furt)
2. ↑  (53° 15′ 17″ N, 8° 28′ 44″ O, Mündung)
3. ↑  Brockhaus’ Konversationslexikon, 14. Auflage, 1894-1896, 9. Band: Heldburg - Juxta: „Hunte, der größte linke Nebenfluß der Weser … und mündet nach einem Lauf von 188 km oberhalb Elsfleth in die Weser“
4. ↑  53° 14′ 19″ N, 8° 28′ 2″ O

Koordinaten: 53° 13′ 16″ N, 8° 28′ 32″ O